# Cotylana viridis
Cotylana viridis är en insektsart som först beskrevs av Xavier Montrouzier 1861.  Cotylana viridis ingår i släktet Cotylana och familjen sköldstritar. Inga underarter finns listade i Catalogue of Life.